# List Židům

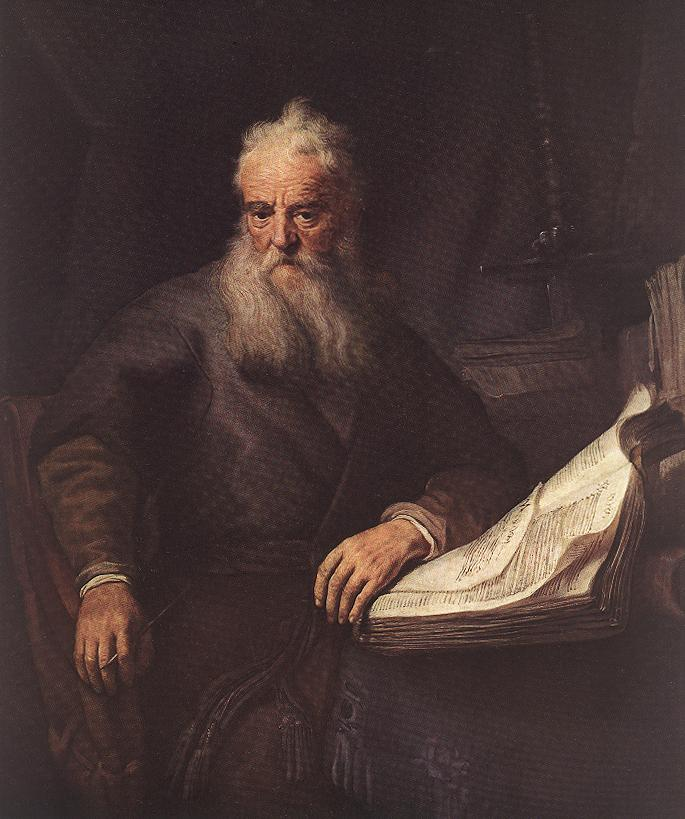
Rembrandt: Sv. Pavel, 1635

List Židům (zkratka Žd) je list, epištola Nového zákona, u kterého není znám autor; v tradici byl často připisován apoštolu Pavlovi. Je napsán výbornou řečtinou vzdělaného člověka. Byl brzy přijat do kánonu NZ, autorství a datování je však sporné.

## Povaha listu
List Židům je spíše kázání nebo pojednání bez dopisového oslovení i konkrétních adresátů a Pavlovo jméno se v něm neobjevuje. Připisoval se mu proto, že na konci zmiňuje Timotea a že navazuje na Pavlův výklad Ježíšovy oběti a vykoupení. List Židům však rozvíjí hlavně myšlenku Kristova kněžství a srovnává jej se starozákonním veleknězem Melchisedechem. V 11. kapitole vyzvedá význam víry, uvádí však vesměs příklady ze Starého zákona, který autor dobře znal, ovšem cituje jej podle řeckého překladu Septuaginty. Předpokládá u adresátů, že mohou být opět pronásledováni, ale protože ochabli a zlhostejněli, je třeba je povzbudit.

## Kánon a autorství
List byl velmi brzy přijat jako kánonický, názory o autorství se však od počátku lišily, o čemž svědčí i zařazení až za Pavlovy listy. Pavlovi jej připisuje svatý Jeroným a Augustinus, kdežto podle Tertulliana, Klementa Alexandrijského a dalších mohl být jeho autorem Barnabáš, Apollos, Klement Římský nebo Priscilla. Podle moderních autorů byl nejspíš napsán v některé křesťanské obci v Itálii, snad kolem roku 80.[zdroj?]
Proti Pavlovu autorství mluví jazyk, kterým byl napsán: tím je sice řečtina jako u všech Pavlových textů, je však úplně jiná, než v jeho ostatních listech. Sv. Pavel totiž používal řečtinu spíše lidovou a jeho slovní zásoba nebyla nijak omračující, naproti tomu List Židům je psán brilantní vysokou řečtinou s velmi bohatou slovní zásobou. Také Žid 2, 3 (Kral, ČEP) ukazuje, že autor nebyl očitým svědkem, na rozdíl od Pavla (Ga 1, 16 (Kral, ČEP)). Pavel by též nenapsal, že je brzy navštíví (Žid 13, 23 (Kral, ČEP)), protože v té době měli Židé úmysl jej zabít.

## Citáty
| „         | Slovo Boží je živé, mocné a ostřejší než jakýkoli dvousečný meč; proniká až na rozhraní duše a ducha, kostí a morku, a rozsuzuje touhy i myšlenky srdce. | “ |
| — Žd 4,12 | |   |

| „         | Věřit Bohu znamená spolehnout se na to, v co doufáme, a být si jisti tím, co nevidíme. | “ |
| — Žd 11,1 |                                                                                        |   |

| „           | Bratrská láska ať trvá; s láskou přijímejte i ty, kdo přicházejí odjinud - tak někteří, aniž to tušili, měli za hosty anděly. Pamatujte na vězně, jako byste byli uvězněni s nimi; pamatujte na ty, kdo trpí, vždyť i vás může potkat utrpení. | “ |
| — Žd 13,1-3 | |   |